# Jonathan Pereira Rodríguez
Jonathan Pereira Rodríguez de vegades conegut simplement com a Jonathan (Vigo, 12 de maig de 1987) és un exfutbolista professional gallec que jugava principalment de davanter. La seva millor qualitat era la seva gran velocitat.